# Marcial Mora
Marcial Mora Miranda (Cobquecura, 12 de enero de 1895-Santiago, 13 de mayo de 1972) fue un profesor de historia y geografía, abogado y político chileno, miembro del Partido Radical (PR), el cual presidió en 1941 y 1958. Se desempeñó como diputado, senador, y ministro de Estado de su país, durante la vicepresidencia de Manuel Trucco Franzani y los gobiernos de los presidentes Juan Esteban Montero y Pedro Aguirre Cerda. También, ejerció como embajador de Chile en Estados Unidos entre 1944 y 1946, actuando bajo la administración del presidente Juan Antonio Ríos.

## Familia y estudios
Nació en Cobquecura, pueblo chileno de la comuna homónima el 12 de enero de 1895, hijo de Víctor Mora Arenas y Semíramis Miranda Rojas. Realizó sus estudios primarios y secundarios el Liceo de Chillán. Continuó los superiores en el Instituto Pedagógico de la Universidad de Chile, titulándose como profesor de Estado en historia y geografía en 1918. También estudió derecho en la misma universidad, titulándose como abogado el 14 de septiembre de 1918, con la tesis Historia del derecho chileno: las leyes marianas.
Se casó el 19 de mayo de 1920 con Elena Wackenhut, con quien tuvo tres hijos.

## Carrera profesional
Ejerció como docente en el Liceo de Chillán, en su especialidad de historia y geografía. Además, se interesó por el periodismo, siendo director del diario El Día en esa ciudad, y secretario de redacción del diario La Nación en Santiago.
Por otra parte, fue miembro de la francmasonería, formando parte de la Logia "La Montaña N° 50", antes que cumpliera veintitrés años. Asimismo, fue miembro del Automóvil Club de Chile, el cual presidió; de la Casa del Estudiante Americano y de la Sociedad Chileno-Brasilera de Cultura.

## Carrera política
En el ámbito político, se incorporó las filas del Partido Radical (PR) en su época universitaria, siendo representante de la colectividad en la vicepresidencia de la Federación de Estudiantes de la Universidad de Chile (FECh) en 1915.
En las elecciones parlamentarias de 1925, se postuló como candidato a diputado por la 15.ª Agrupación Departamental (correspondiente a los departamentos de San Carlos, Chillán, Bulnes y Yungay), resultando electo para el período legislativo 1926-1930. En su gestión integró la Comisión Permanente de Gobierno Interior, de la que fue su presidente y la de Educación Pública; fue además, diputado reemplazante en la Comisión Permanente de Policía Interior y miembro de la Comisión Especial de Mercedes de Agua en 1926.
Luego, en julio de 1930, durante el primer gobierno del presidente Carlos Ibáñez del Campo, fue relegado a la ciudad de Ancud, Chiloé; cuyas experiencias vividas en estos largos meses fueron plasmadas en la obra Una jornada solitaria.
A continuación, el 2 de septiembre de 1931, fue nombrado por el vicepresidente Manuel Trucco Franzani como titular del Ministerio del Interior, asumiendo el cargo en medio de la convulsionada situación a raíz de la sublevación de la Escuadra y la Gran Depresión. Dejó el puesto el 24 de febrero del año siguiente para reasumirlo de nuevo entre el 5 de marzo y el 7 de abril, bajo el mandato del presidente Juan Esteban Montero, también de militancia radical.
Posteriormente, se desempeñó como director de Correos y Telégrafos y de la Caja de Amortización. Asimismo, fue nombrado por el presidente Arturo Alessandri como presidente de la Caja Nacional de Ahorros, actuando en esa labor 1933 y 1939; por el presidente Pedro Aguirre Cerda como presidente del Banco Central de Chile y del Banco del Estado, función que ejerció entre 1939 y 1940. También, fue consejero de la Corporación de Fomento de la Producción (Corfo).
Con ocasión del gobierno del presidente Pedro Aguirre Cerda, el 30 de julio de 1940, fue nombrado como titular del Ministerio de Relaciones Exteriores, repartición que dejó el 6 de noviembre del mismo año. Al día siguiente de ese mes y, sucediendo a Pedro Enrique Alfonso, asumió como titular del Ministerio de Hacienda, hasta el 10 de junio de 1941. La región Antártica fue su principal preocupación, ya que, gracias a sus gestiones, el presidente, firmó el decreto del 6 de noviembre de 1940, en el cual se fijaron los límites del Territorio Antártico Chileno. Este hecho le permitió al país formar parte del Tratado Antártico de diciembre de 1959, realizado en Washington D. C., Conferencia Antártica de la cual Mora fue presidente, asistiendo a las dos primeras reuniones consultivas del Tratado, realizadas en Australia y Argentina. También formó parte de la delegación chilena ante las Naciones Unidas.
Tras la muerte del mandatario, en 1941, asumió la presidencia del Partido Radical; agrupó las fuerzas radicales, obteniendo junto con otros partidos, el triunfo en la elección presidencial de 1942, encabezada por el abogado Juan Antonio Ríos. En esta época también fundó el movimiento "Unión para la Victoria", con la cual luchó para derrocar el nacionalsocialismo y romper relaciones con los países del bloque soviético.
Tres años después, en 1944, fue nombrado por Antonio Ríos como embajador de Chile en Estados Unidos, misión diplomática que ocupó hasta 1946, y en la que le correspondió ser uno de los firmantes por Chile de la Carta de las Naciones Unidas, tratado internacional fundador de la organización, y que conforma las bases de su constitución interna; y de entablar relaciones diplomáticas y consulares con la Unión Soviética en 1944.
Una década más tarde, retornó al Congreso Nacional, en las elecciones parlamentarias de 1953, esta vez postulando como candidato a senador por la 1.ª Agrupación Provincial (Tarapacá y Antofagasta), resultando electo para el periodo 1953-1961. En la cámara alta fue senador reemplazante en la Comisión Permanente de Relaciones Exteriores y Comercio; en la de Constitución, Legislación y Justicia; en la de Educación Pública; en la de Hacienda y Presupuestos; y en la de Defensa Nacional. Además, fue miembro de la Comisión Mixta para el Estudio del Nuevo Régimen de la Industria del Salitre en 1955, y de la Comisión Permanente de Educación Pública, durante el segundo periodo de su senaturía. A nivel regional, fue miembro de la Unión Interparlamentaria y del Grupo Regional Panamericano. Entre las mociones de leyes en que participó, se destaca una moción exclusiva, que dice relación con la incorporación de la Antártica Chilena a la provincia de Magallanes, mediante la ley n° 11.846 del 21 de junio de 1955.
Por otro lado, en 1958, fue nuevamente elegido como presidente del Partido Radical, tienda a la que renunció en 1969 para fundar junto a otros el Partido Democracia Radical, siendo parte del Tribunal Supremo (TS) del mismo.
Recibió la condecoración Orden del Cóndor de Los Andes de Bolivia. Falleció en Santiago de Chile el 13 de mayo de 1972, a los 77 años.